# 塞勒姆 (南卡罗来纳州)
塞勒姆（英文：Salem），是美国南卡罗来纳州下属的一座城市。城市类型是“Town”。其面积大约为6.37平方英里（16.49平方公里）。根据2010年美国人口普查，该市有人口135人，人口密度约为每平方 英里21.2人（约合每平方公里8.19人）。